# Ferruccio Garavaglia
Ferruccio Garavaglia (San Zenone al Po (Itàlia), 1 de maig, 1868 - Nàpols, (Itàlia), 29 d'abril, 1912), fou un actor teatral italià.
Era fill d'un professor de matemàtiques i va interrompre els estudis literaris de la Universitat de Pavia per consagrar-se a l'escena. Va figurar a les més humils companyies de còmics, de vers i de cant, i va ser mestre de música i de declamació. Va emigrar a Llatinoamèrica, on es va aplicar a diversos oficis per guanyar-se la vida. Va portar durant diversos anys una vida veritablement bohèmia. Contractat per la companyia de César Rossi, va recitar al costat d'Eleonora Duse; després va formar part successivament d'Ernesto Della Guardia, de Squillace, de Luis Rasi i de la companyia Città de Turin, dirigida per Héctor Paladini, que es va transformar després sota la seva direcció, en companyia de Blanca Iggius (1900). Va actuar després a les companyies de Giannina Udina i de Mercedes Brigone. El 1903 es trobava de director i primer actor de la d'Angelina Pagano, estrenant, entre d'altres, la famosa obra de P. Oliva Robespierre. Va revelar la seva furt personalitat artística al drama de Sudermann, La fi de Sodoma; el personatge Willy, un artista genial i desequilibrat, s'emmotllava perfectament al caràcter personal de l'actor. Aquesta va ser una de les seves interpretacions més acabades. En 1905 va ser cridat junt a Eduardo Boutet per dirigir la companyia del Teatro Argentina de Roma, on va poder revelar els seus millors dots artístics.

D'aquest període daten els seus grans triomfs escènics, amb la interpretació de Julio César, la Orestiada, L'alcalde de Zalamea, els Teixidors de Silèsia, Els ventres daurats i La nau' ', va treballar després amb Irma Gramatica durant breu temps i després, el 1910, va ser director i copropietari de la Companyia Gamna; a aquest període corresponen els seus èxits interpretant el Tristan i Isolda, el Cagliostro, el Beethoven; juntament amb aquestes noves creacions, repeteix i consolida les seves grans interpretacions de Shakespeare, amb les quals es va fer aplaudir a Itàlia i a l'estranger: Hamlet i El Rey Lear. 
| « | <Cap altre actor dramàtic italià dels nostres dies, --escriu un compatriota seu--, ha sabut interpretar amb més talent i amb més expressió la enigmàtica figura del Príncep de Dinamarca en la interpretació de Hamlet, Caravaglia revelava tota la genialitat del seu temperament d'artista i feia esperar que s'havia trobat, finalment, el gran intèrpret de Shakespeare que la Itàlia d'avui encara no posseeix.> | » |

. Un altre dels seus grans triomfs va ser Pedra entre pedres, també de Sundermann que, juntament amb Hamlet, el van aplaudir a Espanya. El gran actor italià va ser un enamorat de l'art, dins i fora del teatre. Tota la seva vida va ser un continu esforç per assolir un ideal de bellesa que la seva cultura i el seu temperament reclamaven, però no el va poder assolir per haver-lo sorprès la mort en plena plenitud de la seva vida.